# Charles Cooper (Schauspieler)
Charles Darwin Cooper (* 11. August 1926 in San Francisco, Kalifornien; † 29. November 2013 in Los Angeles, Kalifornien) war ein US-amerikanischer Schauspieler, der eine große Vielfalt von Rollen im Fernsehen und Kino im Zeitraum von 1950 bis 2001 spielte.

## Leben und Karriere
Cooper wurde am 11. August 1926 in San Francisco geboren. Seine ersten Erfahrungen in der Schauspielerei hatte er im Alter von 15 Jahren in einer Bühnenproduktion von Hamlet in San Francisco.

### Fernsehen und Kino
Sein Filmdebüt erfolge 1950 in Mr. H.C. Andersen an der Seite von Ashley Glynne und Dafydd Havard. Es folgten in den 1950er Jahren fast ausschließlich Serienauftritte, darunter in Alfred Hitchcock Presents, Rauchende Colts und Bonanza.
In den 1960er Jahren war er weiterhin vor allem in Fernsehserien zu sehen, darunter in Perry Mason, FBI und The Aquanauts. Außerdem wirkte er in Nancy, ein eiskaltes Playgirl als Senator mit, zusammen mit Ryan O’Neal und Leigh Taylor-Young.
Danach wirkte er nach längerer Pause wieder 1975 im Fernsehen mit, in der Serie Detektiv Rockford – Anruf genügt. Im gleichen Jahr spielte er eine Rolle im TV-Film Conspiracy of Terror. Ende der 1970er Jahre war er in Unsere kleine Farm und Lou Grant zu sehen.
Er wirkte in zwei Star-Trek-Projekten mit: 1989 war er in Star Trek V: Am Rande des Universums als klingonischer General Korrd zu sehen. Im darauf folgenden Jahr stellte er in Raumschiff Enterprise: Das nächste Jahrhundert den klingonischen Kanzler K’mpec in zwei Episoden dar.
In den 1990er Jahren war er weniger aktiv. Cooper spielte 1990 das zweite Mal in Dallas. In Twice Under stellte er den Sergeant Fritz dar. 1995 stellte er den Ty Bodi in Huntress: Spirit of the Night dar. In Vamps war er im selben Jahr als Max zu sehen. Ebenfalls 1995 war er in Panther an der Seite von Kadeem Hardison, Angela Bassett und Courtney B. Vance zu sehen. In mehreren Episoden von Practice – Die Anwälte stellte er den Richter Robert Boucher dar.
In den 2000er Jahren ließen seine Auftritte stärker nach. Er wirkte 2001 in April’s Fool als Jimmy mit Mike Dennis und Kristin Vandivier mit. 2007 war er im Kurzvideo Love Your Customers zu sehen.

## Filmografie
- 1950: Mr. H.C. Andersen
- 1956: Der falsche Mann (The Wrong Man)
- 1957: Alfred Hitchcock Presents (Fernsehserie, drei Folgen)
- 1958–1959: Rauchende Colts (Gunsmoke, Fernsehserie, zwei Folgen)
- 1959: Bonanza (Fernsehserie, eine Folge)
- 1958–1962: Perry Mason (Fernsehserie, vier Folgen)
- 1961: The Aquanauts (Fernsehserie, eine Folge)
- 1966: FBI (Fernsehserie, eine Folge)
- 1969: Nancy, ein eiskaltes Playgirl (The Big Bounce)
- 1975: Detektiv Rockford – Anruf genügt (The Rockford Files, Fernsehserie, eine Folge)
- 1975: Conspiracy of Terror (Fernsehfilm)
- 1978: Lou Grant (Fernsehserie, eine Folge)
- 1978: Unsere kleine Farm (Little House on the Prairie, Fernsehserie, eine Folge)
- 1979, 1990: Dallas (Fernsehserie, zwei Folgen)
- 1980: Ein Engel auf meiner Schulter (Angel on My Shoulder, Fernsehfilm)
- 1984: Trio mit vier Fäusten (Fernsehserie, 1 Folge)
- 1984: Hardcastle & McCormick (Fernsehserie, eine Folge)
- 1989: Star Trek V: Am Rande des Universums (Star Trek V: The Final Frontier)
- 1989: Twice under - Kanalratten (Twice Under)
- 1990: Raumschiff Enterprise: Das nächste Jahrhundert (Star Trek: The Next Generation, Fernsehserie, zwei Folgen)
- 1995: Huntress: Spirit of the Night
- 1995: Vamps
- 1995: Panther
- 1997–1999: Practice – Die Anwälte (The Practice, Fernsehserie, fünf Folgen)
- 2001: April’s Fool
- 2007: Love Your Customers